# Saint-Pierre-de-Mésage
Saint-Pierre-de-Mésage è un comune francese di 719 abitanti situato nel dipartimento dell'Isère della regione dell'Alvernia-Rodano-Alpi.

## Società

### Evoluzione demografica
Abitanti censiti